# Nada Topčagić
Nada Topčagić, född 3 juli 1953 i Modriča, Bosnien och Hercegovina, är en yugoslav folksångerska. Hennes första hitsingel Na Drini čuprija kom ut 1975. Hennes första album kom ut 1980 och sen började hon släppa mer album inom PGP, Zam och Grand.

## Diskografi
- 1975 - Na Drini čuprija (singel)
- 1976 - Postoji samo jedan čovek (singel)
- 1977 - Zaklanjaš mi sunce (singel)
- 1978 - Ja sam žena dvadesetog veka (singel)
- 1979 - Dobro doš'o u moj život (singel)
- 1979 - Život je lep dok si mlad (album)
- 1980 - Pomiri se Mile sa mnom (singel)
- 1980 - Stare dobre pesme (album)
- 1981 - Ja sam tvoja i ničija više (album)
- 1982 - Treba mi rane tvoje (album)
- 1983 - Pomozi mi (album)
- 1984 - Zovem te zovem (album)
- 1985 - Želim te želim (album)
- 1987 - Nežno nežnije (album)
- 1988 - Na srcu mi ležiš (album)
- 1989 - Volela sam (album)
- 1990 - Koju igru igraš (album)
- 1992 - Sudba sirotana (album)
- 1995 - Ljubomorna sam (album)
- 1996 - Slobodna žena (album)
- 1997 - Što me žališ (album)
- 1998 - Dobro jutro pijanice (album)
- 2001 - Sanjala sam (album)
- 2004 - Od vikenda do vikenda (album)
- 2008 - Največi hitovi (album)